# Allan Innecken
Allen Innecken Corrales (26 marzo 1972) è un ex giocatore di calcio a 5 costaricano.

## Carriera
A livello di club, ha giocato nel campionato professionistico venezuelano. Come massimo riconoscimento in carriera vanta la partecipazione, con la nazionale costaricana, al FIFA Futsal World Championship 2000. Innecken è sceso in campo in tutti e tre gli incontri disputati dalla selezione centroamericana, realizzando inoltre una doppietta contro l'Australia.